# Betapsestis
Betapsestis és un gènere de papallones nocturnes de la subfamília Thyatirinae de la família Drepanidae.

## Taxonomia
- Betapsestis brevis (Leech, 1900)
- Betapsestis umbrosa (Wileman, 1911)